# ساموئل هولس
ساموئل هولس (انگلیسی: Samuel Hulse؛ ۲۷ مارس ۱۷۴۶ – ۱ ژانویه ۱۸۳۷) فرد نظامی اهل بریتانیا بود.